# Linia kolejowa nr 492
Linia kolejowa nr 492 – niezelektryfikowana, dwutorowa linia kolejowa łącząca przejście graniczne Kostrzyn‑Kietz ze stacją Küstrin‑Kietz.
Linia stanowi fragment linii kolejowej nr 6078 (KBS 209.26) Berlin Ostkreuz – Küstrin‑Kietz Grenzbf (DB-Grenze), odcinek Küstrin‑Kietz – Küstrin‑Kietz Grenze.
| kilometraż | kilometraż | pociągi pasażerskie                         | autobusy szynowe i EZT                      | pociągi towarowe                            |
| od         | do         | Tor nieparzysty (kierunek: Granica Państwa) | Tor nieparzysty (kierunek: Granica Państwa) | Tor nieparzysty (kierunek: Granica Państwa) |
| 80,990     | 82,700     | 100                                         | 100                                         | 100                                         |
| 82,700     | 82,856     | 50                                          | 50                                          | 30                                          |
| od         | do         | Tor parzysty (kierunek: Küstrin‑Kietz)      | Tor parzysty (kierunek: Küstrin‑Kietz)      | Tor parzysty (kierunek: Küstrin‑Kietz)      |
| 80,990     | 82,700     | 100                                         | 100                                         | 100                                         |
| 82,700     | 82,856     | 50                                          | 50                                          | 30                                          |